# Мечеть Агунг Демак
Мечеть Агунг Демак — (или Демакская Соборная Мечеть) — является одной из самых старых мечетей в Индонезии, расположена в центре городе Демак, Центральная Ява, Индонезия. Мечеть, как полагают, построена Вали Сонго (девятью религиозными лидерами) во время первого правителя Султаната Демак, Раденом Пата в 15-м столетии.
Эта мечеть — доказательство славы, достигнутой Демаком Бинтором, правителем первого исламского государства на Яве.

## Особенности мечети
Мечеть Агунг Демак — классический пример традиционной яванской мечети. В отличие от мечетей на Ближнем Востоке, она построена из древесины. Крыша поддержана четырьмя огромными столбами из тика. Мечеть является довольно маленькой в сравнении со многими современными индонезийскими мечетями. Крыша мечети показывает много общих, схожих черт с деревянными религиозными строениями оставшихся в наследство от индусско-буддистских цивилизаций Явы и Бали. Главный вход мечеть состоит из двух дверей, вырезанных с мотивами цветов, ваз, корон и голов животных с открытым широко-имеющим зубы ртом. Сказано, что картина изображает проявленный гром, пойманный Ки Агенг Село, следовательно, название дверей «Lawang Bledheg» (двери грома).

## Резьба и исторические реликвии
Резные фигурки на входных дверях также интерпретируются согласно хронограмме, основанной на лунном вычислении как «Naga mulat salira wani», что означает Год Сака 1388 или 1466 нашей эры, как год, в который начал своё существование мечети.
Передняя стена мечети встлана шестьюдесятью шестью плитками из фарфора. Эти изящные синие и белые плитки, как полагают, происходят из Чампы, что в современном Вьетнаме, королевстве, с которым у прежнего конкурента Демака — Маджапахита были обширные торговые контакты. Согласно некоторым сообщениям, эти плитки были украдены от дворца Султана Маджапахита и позже были добавлены к интерьеру мечети.
У мечети есть много исторических остатков и уникальных вещей, таких как Сака Татал, Максурах и т. д. Помимо этого, в прилегающей к мечети территории есть также могилы султанов Демака и музей.